# Justicia alexandri
Justicia alexandri é uma das raras espécies de plantas da família Acanthaceae, com uma área muito limitada de ocupação. É endémica do Iémen. O seu habitat natural é em áreas rochosas.